# Hamo Lestrange
Hamo Lestrange (también Hamo Le Strange o Hamo L'Estrange, en latín: Hamo Extraneus; fallecido a finales de 1272 o principios de 1273) fue un cruzado inglés y señor de Beirut por matrimonio en el Reino de Jerusalén.

## Origen y participación en la guerra de los barones
Hamo fue el segundo de los cuatro hijos de Juan III Lestrange y su esposa Lucía, hija de Roberto Tresgoz. Su padre era un señor de las Marcas Galesas. Como hijo menor, Hamo se unió al séquito del príncipe Eduardo de Inglaterra (futuro Eduardo I) en 1257. Como muchos otros caballeros, participó en el conflicto del rey Enrique III de Inglaterra contra una oposición de sus barones. A principios de 1263 apoyó a Simón de Montfort, VI conde de Leicester, el caudillo de los barones rebeldes, pero en el verano de 1263 se había reunido con el príncipe Eduardo. El conflicto entre los barones y el rey se convirtió en una guerra abierta entre los barones. En la batalla de Lewes en mayo de 1264, Hamo combatió en el bando del rey. Después de la batalla, los barones victoriosos lo dejaron en libertad con la condición de que respondiera ante el próximo Parlamento. En septiembre de 1265, el Parlamento lo envió junto con el barón irlandés Maurice FitzGerald y un pequeño ejército a Gales contra el príncipe Llywelyn ap Gruffydd. Sin embargo, fueron claramente derrotados por Llywelyn y tuvieron que retirarse.

## Viaje a Tierra Santa
En 1270 cedió sus tierras, incluida Ellesmere en Shropshire, a su hermano menor Roberto y participó en la novena cruzada a Tierra Santa en el séquito del príncipe Eduardo. Cuando el príncipe regresó a Europa en 1272, Hamo permaneció en el Reino de Jerusalén. El 21 de marzo de 1272 se casó con Isabel de Ibelín, señora de Beirut, hija de Juan II de Beirut, viuda del rey Hugo II de Chipre. Sin embargo, murió a finales de ese año o principios de 1273, y la noticia de su muerte se conoció en Inglaterra a finales de abril de 1273. En su lecho de muerte puso a su esposa y al gobierno de Beirut bajo la protección del sultán mameluco Baibars. Después de su muerte, el rey Hugo III de Chipre, sin embargo, llevó a Isabel a Chipre para volver a casarla con un hombre de su elección. Sin embargo, Baibars exigió su liberación a la Alta Corte de la isla, refiriéndose al pacto hecho con Hamo, y se demostró que tenía razón. Hugo III tuvo que permitir que Isabel regresara a Beirut en 1277.
De regreso en Beirut, su esposa se casó con Nicolás el Alemán, señor titular de Cesarea, y después de la muerte de este se desposaría con Guillermo Barlais.